# چارلز پلوت سامرال
چارلز پلوت سامرال (انگلیسی: Charles Pelot Summerall; ۴ مارس ۱۸۶۷ – ۱۴ مهٔ ۱۹۵۵) فرد نظامی اهل ایالات متحده آمریکا بود.
وی همچنین برندهٔ جوایزی همچون ستاره نقره‌ای شده‌است.